# Bằng Kiều
Bằng Kiều, cuyo nombre verdadero es Nguyễn Bằng Kiều (13 de julio de 1973, Hanoi), es un cantante vietnamita perteneciente de una familia de tradición artística. Su madre fue artista Lưu Nga y su padre es médico, aunque él también participó con mucho entusiasmo en el arte. Con la técnica tradicional de la familia, ha participado en varios espectáculos culturales a una edad temprana. Bang Kieu se casó con la cantante Trizzi Phương Trinh, actualmente es padre de 2 hijos.

## Banda sonora
- Chìa Khóa Vàng.(1990 -1996).
- Hoa Sữa.
- Quả Dưa Hấu (1998 - 2000).

## Álbumes
- Chuyện Lạ.
- Anh Sẽ Nhớ Mãi (2003).
- Mắt Biếc (2004).
- Vá Lại Tình Tôi (2005).
- Bởi Vì Anh Yêu Em - Bằng Kiều & Minh Tuyết (2006)
- Hoài Cảm (2007)
- Linh Hồn Đã Mất (2007)
- Nhạc yêu cầu (2008)
- Một lần nữa xin có nhau - Bằng Kiều & Minh Tuyết 2 (2010)
- Ngõ vắng xôn xao.

## Exitosas canciones
- Trái Tim Bên Lề (Nhạc và lời: Phạm Khải Tuấn).
- Trái tim không ngủ yên (Sáng tác: nhạc sĩ Thanh Tùng. Bằng Kiều song ca cùng Mỹ Linh).
- Mưa trên ngày tháng đó (Nhạc và lời: Từ Công Phụng)
- Anh, hát chung với Vân Quỳnh.
- Dẫu có lỗi lầm (nhạc và lời: Hoài Anh), hát chung với Vân Quỳnh. ...
- Phút cuối (Lam Phương)
- Em ơi Hà Nội phố (Phú Quang)

## Composiciones
- Bài Hát Cho Anh (cùng với Vũ Quang Trung)
- Chỉ Còn Mưa Rơi
- Chỉ Là Như Thế
- Chuyện Lạ
- Dòng Sông Sao
- Hè Muộn
- Lại Đây Với Anh
- Linh Hồn Đã Mất
- Nhịp Tình Yêu
- Và Anh Vẫn Hát
- Nấc thang thiên đường (viết lời Việt)
- Để mãi bên nhau (viết lời Việt)